# مسابقات فرمول یک فصل ۱۹۵۷
مسابقات فرمول یک فصل ۱۹۵۷ در سال ۱۹۵۷ میلادی برگزار شد. در این مسابقات جان مانوئل فانجیو (به انگلیسی: Juan Manuel Fangio) از تیم مازراتی و با خودروی مازراتی به قهرمانی رسید وی که در آغاز مسابقه در خط ۴ قرار داشت، بهترین زمان خود را در دور ۲ به دست آورد و در مجموع صاحب ۴۰ امتیاز شد.